# Pubertas praecox
Pubertas praecox (voortijdige puberteit) is een lichamelijke ontwikkelingsstoornis waarbij kinderen (zowel jongens als meisjes) te vroeg te maken krijgen met de kenmerken van de puberteit; verandering van primaire geslachtskenmerken of secundaire geslachtskenmerken. De kenmerken kunnen lokaal optreden, bijvoorbeeld als er alleen sprake is van schaamhaar (pubarche), of over het gehele lichaam optreden, bijvoorbeeld als het kind sterk gaat groeien, menstrueren en/of pubarche en borstontwikkeling heeft.
Hoewel er discussie is over wanneer er sprake is van vroegtijdige puberteit wordt pubertas praecox gekenmerkt door borstontwikkeling en/of ontwikkeling van schaamhaar voor de 8e verjaardag en/of het optreden van de menstruatie voor de 10e verjaardag. Pubertas praecox bij jongens wordt gekenmerkt door testis en/of penisvergroting, pubisbeharing en/of gezichtsbeharing voor de 9e verjaardag. Voor kinderen met een Aziatische of Afrikaanse achtergrond kunnen deze leeftijden iets anders liggen.

## Synoniemen en vertalingen
- Vroegtijdige puberteit
- Precocious puberty (Engels)
- Vorzeitige Pubertät (Duits)
- Puberté précoce (Frans)
- Maturitas praecox (Latijn, 'voortijdige volwassenwording')
- Premature sexual maturation (Engels, 'voortijdige seksuele volwassenwording')

## Verschijningsvormen
- Centrale pubertas praecox; de oorzaak ligt in de hypofyse
  - Met aanwijsbare oorzaak (organisch), zoals een tumor, een infectie, trauma of radiotherapie
  - Zonder aanwijsbare oorzaak (idiopathisch) - bij meisjes is centrale pubertas praecox in 90% van de gevallen idiopatisch; bij jongens in 50-60% van de gevallen.
- Pseudopubertas praecox; de oorzaak ligt in het lichaam bij een van de endocriene klieren
  - Adrenogenitaal syndroom (AGS) / congenitale bijnierhyperplasie (CAH)
  - Hypothyreoïdie
  - Premature adrenarche; vroegtijdige ontwikkeling van schaamhaar, okselbeharing en/of okselgeur zonder verdere ontwikkeling
  - Premature pubarche; vroegtijdige ontwikkeling van schaamhaar zonder verdere ontwikkeling
  - Premature thelarche; vroegtijdige borstontwikkeling zonder verdere ontwikkeling
  - Secundaire centrale pubertas praecox; is als pseudopubertas praecox begonnen
  - Ovariumcarcinoom of bijnierschorscarcinoom
  - Oestrogeen of androgeen medicatie; met andere woorden als bijwerking van een andere behandeling!

## Diagnostiek
1. De   groeicurve van het kind wordt afgezet tegen de reguliere groeicurve. Er wordt op basis van de lengte van de ouders bepaald of de afwijking met de reguliere groeicurve binnen de grenzen valt of dat dit een indicatie is voor een te snelle groei van het kind.
2. Met een röntgenfoto van de hand wordt de botleeftijd bepaald. Met name de ontwikkeling van de groeischijven (epifysaire schijven) wordt bekeken. Bij een voorlopende botleeftijd is de ontwikkeling van de groeischijven verder dan op basis van de kalenderleeftijd verwacht kan worden.
3. Het kind wordt onderzocht op de ontwikkeling van de primaire geslachtskenmerken en secundaire geslachtskenmerken.
4. Er wordt onderzoek gedaan naar de ontwikkeling van de endocriene klieren van het endocriene systeem. Bij meisjes wordt een echo (echografie) gemaakt van de bijnieren en de eierstokken. Bij jongens wordt een echo gemaakt van de bijnieren en de testes.
5. Met een CT of MRI kan worden vastgesteld of er een centrale oorzaak is. Indien er afwijkingen worden geconstateerd (bijvoorbeeld een tumor) dan is er waarschijnlijk sprake van organische centrale pubertas praecox. Indien er geen duidelijkheid is of er is een vermoeden dan zal de MRI periodiek worden herhaald om mogelijke veranderingen te zien. Indien er sprake is van een kwaadaardige tumor (ruimte-innemend proces) zal verdere behandeling op termijn nodig zijn. Als de tumor te groot wordt kan het chiasma opticum in de verdrukking komen waardoor het gezichtsvermogen wordt aangetast (kokervisus).
6. In alle gevallen zal ook bloedonderzoek worden uitgevoerd om van verschillende soorten hormonen de niveaus te bepalen. Zo kan worden bepaald of en welke endocriene klieren te weinig of te veel hormonen produceren. Ook de wijze waarop één klier (bijvoorbeeld de hypofyse) de andere klieren (bijvoorbeeld de bijnier) beïnvloed kan worden onderzocht. Bij sommige onderzoeken vindt eerst een nulmeting plaats, wordt vervolgens een stimulerend hormoon ingespoten en wordt enige tijd later (na 30 minuten) gemeten hoe de klieren reageren op het stimulerend hormoon. Er is ook onderzoek mogelijk naar tumormarkers; dit zijn stoffen die met redelijk grote zekerheid de aanwezigheid van bepaalde tumoren kunnen aantonen. De afwezigheid en aanwezigheid van de tumormarkers geeft echter geen 100% zekerheid.

De volgende hormoontesten kunnen worden uitgevoerd:
- ACTH-test (adrenocorticotroop hormoon)
- LH/FSH-test / GnRH (gonadotropin-releasing hormone)-test

## Behandeling
Bij centrale pubertas praecox zal allereerst de ontwikkeling van de puberteit worden afgeremd of gestopt door toediening van bepaalde medicijnen, namelijk synthetische hormonen. Het gaat om een synthetische vorm van het natuurlijke hypothalamus decapeptide. Het synthetische hormoon is verantwoordelijk voor synthese, opstapeling en afscheiding van de hypofysaire gonadotropines FSH en luteïniserend hormoon (LH).
De behandeling met synthetische hormonen kan alleen worden toegepast als de botleeftijd nog niet een bepaalde leeftijd heeft. 
De volgende medicijnen (GnRH agonisten) kunnen worden voorgeschreven:
- Merknaam Decapeptyl / werkzame stof triptoreline, fabrikant Ferring
- Merknaam Lucrin / werkzame stof leuproreline, fabrikant Abbott

De medicijnen worden 4-wekelijks intramusculair geïnjecteerd in de bovenbeenspier of de bilspier. De toediening wordt meestal gedaan door de huisarts. De dosering is afhankelijk van het lichaamsgewicht van het kind. De medicijnen werken volgens het "slow-release"-principe; 4 weken lang worden het medicijn afgegeven aan het lichaam. Na 4 weken is de "voorraad" op en is een nieuwe injectie nodig. In eerste instantie zorgen de medicijnen voor een overstimulering van de productie van FSH en LH (alsof een pompje wordt ingeknepen en weer losgelaten en de hormonen vrijkomen). Indien er constant sprake is van "overdosering" wordt juist de productie van FSH en LH gestopt (het pompje wordt constant ingeknepen en werkt nu niet meer). Deze blokkade van de hypofysair-gonadale as stopt enige tijd na het staken van de toediening. Het kind zal ongeveer een jaar na stopzetting van de behandeling in de puberteit komen.
Voor pseudopubertas praecox is de behandeling afwijkend:
- Zie adrenogenitaal syndroom (AGS)
- Zie hypothyreoïdie
- Premature adrenarche; geen behandeling nodig, wel periodiek onderzoek
- Premature thelarche; geen behandeling nodig, wel periodiek onderzoek
- Secundaire centrale pubertas praecox; eerst vaststelling klier of orgaan waar deze is begonnen en deze oorzaak wegnemen, verdere behandeling is afhankelijk van de situatie
- Ovariumcarcinoom of bijnierschorscarcinoom; sterk afhankelijk van de situatie

De diagnose en verdere behandeling wordt meestal uitgevoerd door een endocrinoloog in een gespecialiseerd kinderziekenhuis of academisch ziekenhuis.

## Bijzonderheden
Pubertas praecox komt over het algemeen voor bij kinderen van 6 tot 10 jaar. Het kan ook voorkomen bij jongere kinderen (3 jaar). Het kind met pubertas praecox zal over het algemeen eerder in de puberteit komen. Het is nog onduidelijk hoe een kind met centrale pubertas praecox verder zal groeien. Over het algemeen zal een kind eerder stoppen met groeien. Hoewel het kind meestal eerst (fors) langer is dan leeftijdsgenoten wordt het kind op een gegeven moment "ingehaald" door de leeftijdsgenoten. De eindlengte is onder andere afhankelijk van de lengte van de ouders en tijdige diagnose. Eindlengtes van 1.40m tot 1.60m komen voor, maar de laatste tijd wordt vaker een meer standaard eindlengte behaald.
Het kind kan mogelijk niet goed omgaan met de uitzonderingspositie op school (pesten) en in de maatschappij. Verder kan de medische behandeling veel vergen van het kind; maandelijkse injecties en periodieke controles (met bloedafnames en MRI scans) kunnen prikangst opleveren.
De ouders kunnen langere tijd in onzekerheid zijn over de oorzaak van pubertas praecox. Door goed in te lezen in de materie en alle onderzoeken die moeten worden uitgevoerd kan veel ellende worden voorkomen; bijvoorbeeld hoe een klein kind verdoofd (sedatie) of onder narcose gebracht moet worden voor een MRI.